# Goule (station de sports d'hiver)
La station de ski de Goule (900 m d'altitude) est située à 2 km au nord-est du centre de Maîche, dans le département du Doubs et la région Bourgogne-Franche-Comté.

## Domaine skiable
Elle propose une piste de ski alpin de difficulté rouge et de près de 500 m de longueur, plusieurs pistes de ski de fond et de raquette à neige et des aires de luge. Du fait de la faible altitude de la station et de l'absence d'enneigeurs, l'ouverture des pistes est fortement dépendante des précipitations naturelles.